# Cerkiew Opieki Bogurodzicy w Maciejowej
Cerkiew Opieki Bogurodzicy w Maciejowej – dawna cerkiew greckokatolicka znajdująca się w Maciejowej, wzniesiona w 1830.
Po 1947 przejęta i użytkowana przez kościół rzymskokatolicki, obecnie jako kościół filialny pw. Najświętszej Marii Panny Wniebowziętej Parafii w Maciejowej.
Cerkiew wpisano na listę zabytków w 1964.

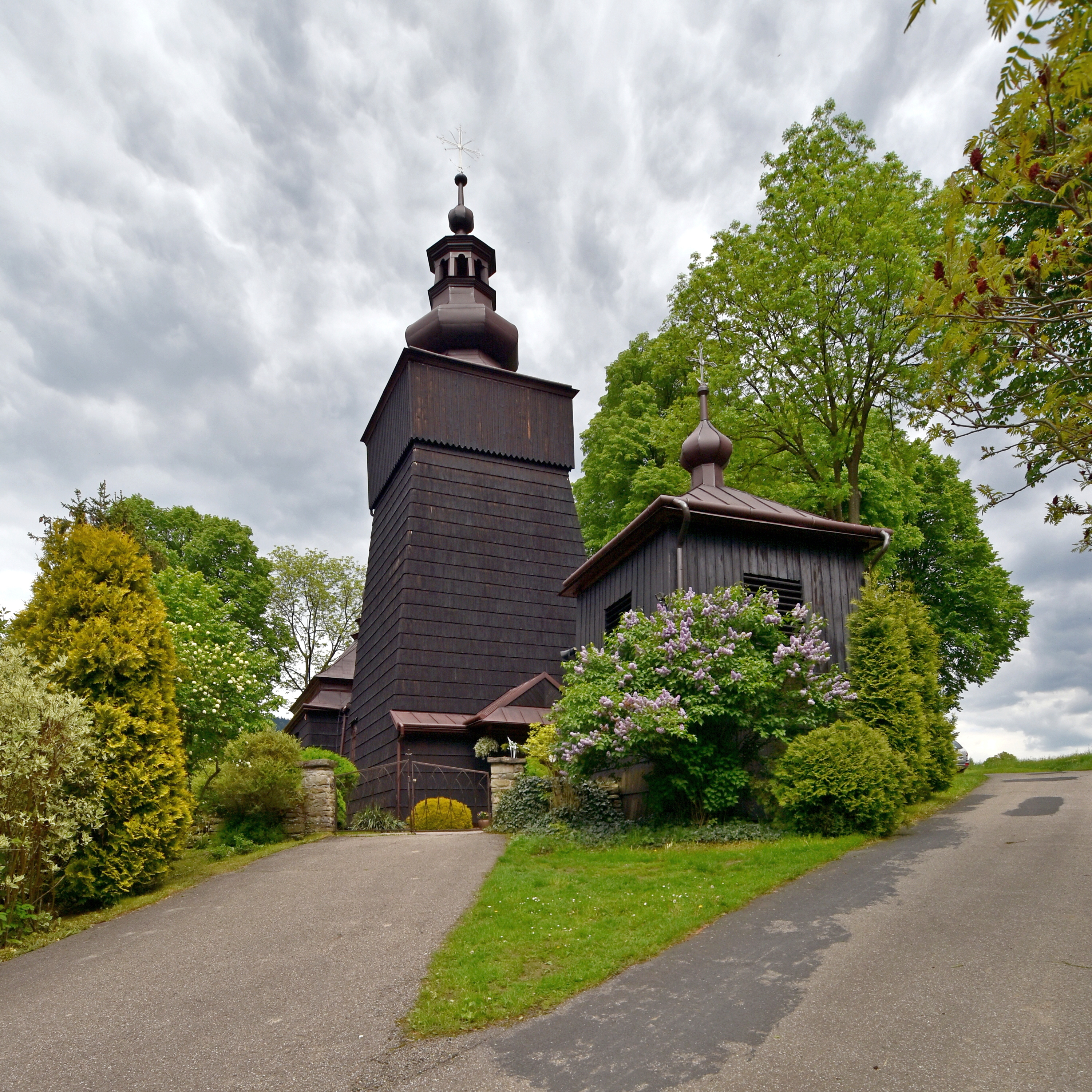
Elewacja frontowa
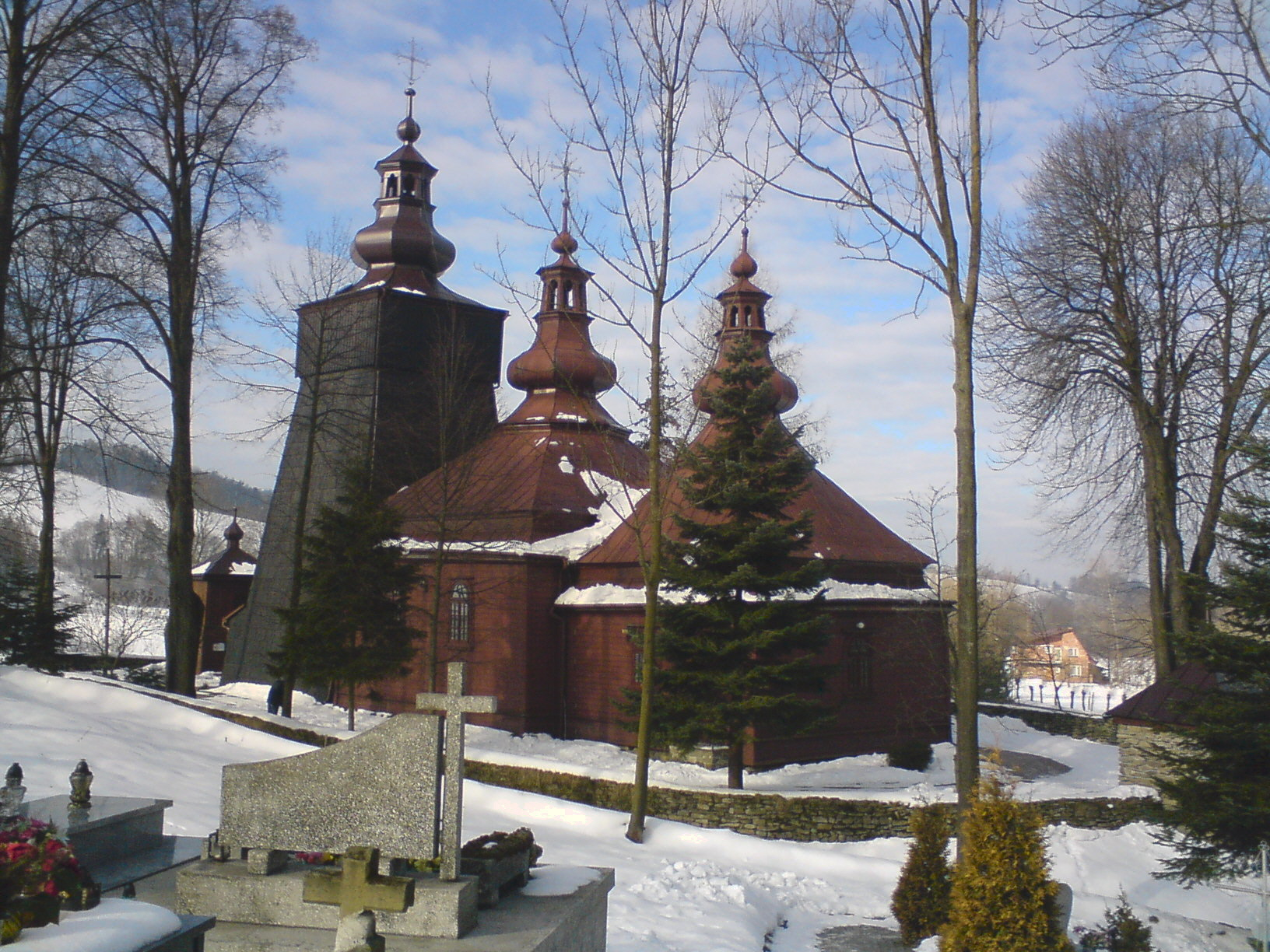
Widok od sanktuarium
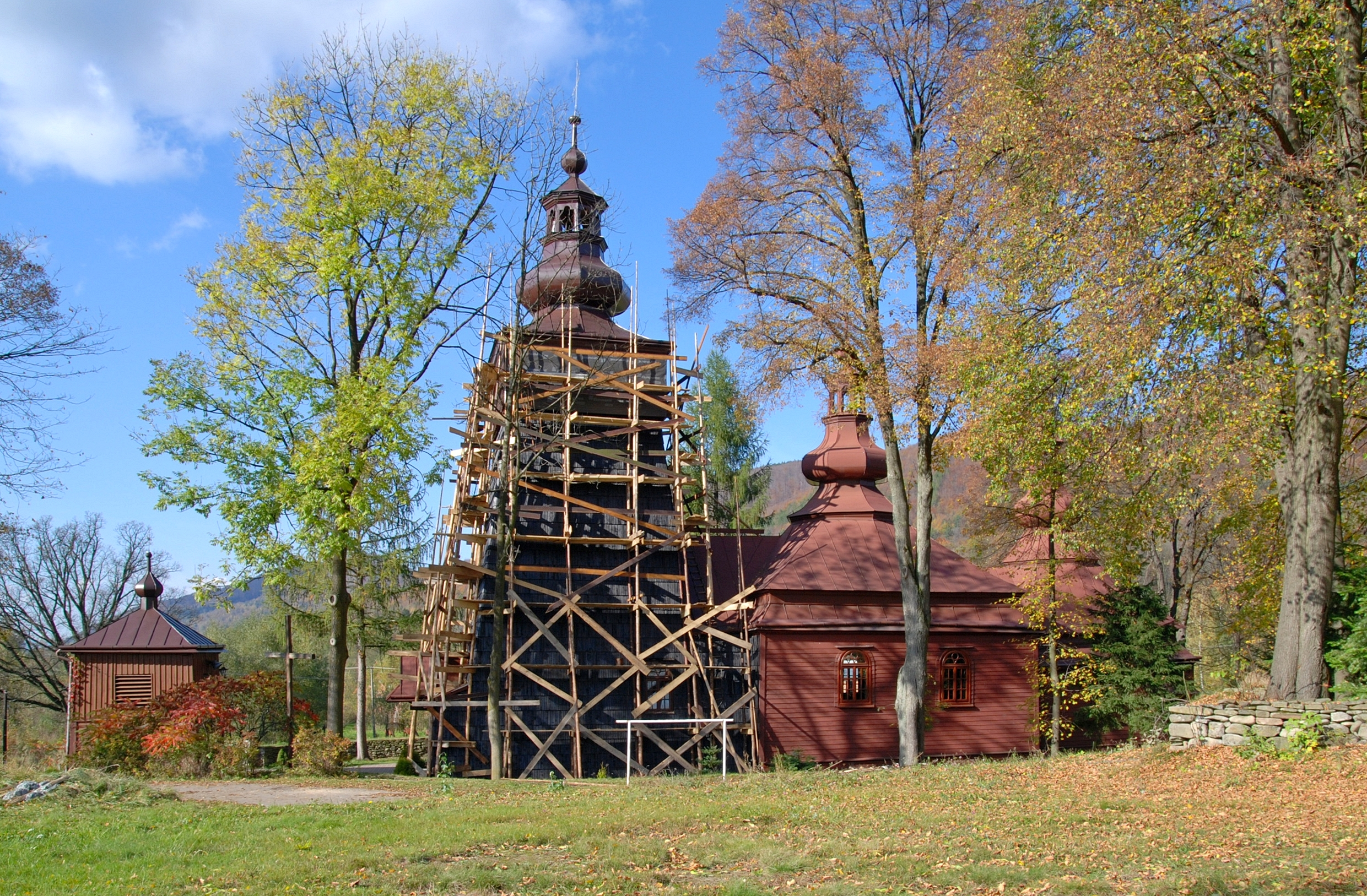
W czasie remontu w 2009